# Косжар
Косжа́р (каз. Қосжар) — село у складі Аральського району Кизилординської області Казахстану. Адміністративний центр та єдиний населений пункт Косжарського сільського округу.
У радянські часи село називалось Кусжар.
Населення — 580 осіб (2021; 470 у 2009, 345 у 1999, 309 у 1989).